# Simson SR4-serie
De Simson SR4-serie was een serie bromfietsen van het Oost-Duitse merk Simson die allemaal "vogelnamen" kregen.

## Voorgeschiedenis
Simson had aanvankelijk wapens, fietsen, automobielen, motorfietsen en kinderwagens geproduceerd. Na de Tweede Wereldoorlog kwam het in de Sovjet-bezettingszone in Duitsland te liggen. Na de oprichting van de Duitse Democratische Republiek was het een Volkseigener Betrieb geworden en richtte het zich naar de Oost-Duitse Planeconomie. Omdat er in de DDR grote behoefte was aan betaalbare transportmiddelen was men al in 1955 begonnen met de productie van de SR1 bromfietsen. In 1964 werd de Simson KR50 opgevolgd door de KR 51 "Schwalbe" (zwaluw), een scooter die als eerste een vogelnaam droeg.

## Jaren zestig

### SR4-1 Spatz
In 1964, hetzelfde jaar dat de "Schwalbe" op de markt kwam, verschenen nog twee "vogelmodellen", de Spatz (mus) en de Star (Spreeuw). Ze hadden een nieuw frame, nog steeds met een laag lopende centrale buis, maar nu was een deel als plaatframe uitgevoerd. Er was minstens met een half oog gekeken naar het ontwerp dat Louis Lepoix voor de Kreidler Florett had gemaakt. Daarmee waren het in elk geval meer "echte" bromfietsen, en niet de gemotoriseerde fietsen waar de SR1 en SR2 aan deden denken. De Spatz had veel overeenkomsten met de KR50, de Star leek onderhuids veel op de KR51 Schwalbe. De "Spatz"-modellen werden in West-Duitsland geïmporteerd en verkocht door het postorderbedrijf Neckermann. Deze modellen waren aangepast aan de West-Duitse wetgeving: ze hadden geen accu en geen claxon en waren begrensd tot 40 km per uur.
- De SR4-1P Spatz verscheen in juni 1964. Voor deze bromfiets was flink gewinkeld bij de bromscooters, mogelijk om overtollige onderdelen te verwerken: van de KR50 kwam de voorvork, de koplamp en het stuur en van de KR51 Schwalbe het elektrisch gedeelte, de wielen, de remmen, de achtervering, de bagagedrager en de ingesloten kettingaandrijving. De machine had nog de rijwindgekoelde motor van de KR50, met twee versnellingen en pedaalstart ("Moped").
- De SR4-1K die al snel verscheen had vaste voetsteunen en een kickstarter ("Mokick").
- In 1967 werden beide modellen vervangen door de SR4-1SK, met een sterkere, door Simson zelf ontwikkelde motor (2,3 pk in plaats van 2 pk). Alle "Spatz" modellen hadden een eenpersoons zadel. De namen werden samengesteld uit de uitvoering: "P" voor "Pedale", "K" voor "Kickstart" en SK voor "Simsonmotor" en "Kickstart".

### SR4-2 Star
- De SR4-2 Star kwam in de herfst van 1964 op de markt en was volop voorzien van dezelfde onderdelen die ook bij de KR51 Schwalbe waren gebruikt. De Star kreeg meteen de nieuwe, door Simson ontwikkelde 3,4 pk motor met geforceerde luchtkoeling, drie versnellingen en een kickstarter. Vanwege de nieuwe motor kon nu ook een duopassagier worden meegenomen. De Earles-type voorvork kwam van de Schwalbe, net als de wielen, de remmen en de elektrische installatie. De eerste versie SR4-2 werd van 1964 tot 1968 geproduceerd. De motor kreeg de aanduiding M53KF (KF stond voor Kickstarter en Fußschaltung).
- In 1968 verscheen de SR4-2/1, die een verbeterde motor, de M53/1KF kreeg. Deze motor liep mooier, maar zorgde ook voor een verlaging van het brandstofverbruik met ongeveer 7%. De SR4-2/1 werd ook een aantal malen herzien. De ivoorkleurige rubberdelen werden vervangen door zwart rubber en ook de kleuren van de bromfiets zelf en zelfs die van het logo werden gewijzigd.

Toen de Star in 1975 werd opgevolgd door de S50 waren er 505.800 stuks geproduceerd. Dat was ruim drie maal zo veel als de "Spatz", die echter al in 1970 uit productie was gegaan. Toch was de Star populairder, waarschijnlijk vanwege de sterkere motor en de mogelijkheid een duopassagier mee te nemen. 

### SR4-3 Sperber
De SR4-3 Sperber kwam in 1967 op de markt en werd naast de bestaande "Spatz" en "Star" geproduceerd. Dit waren ook meer "bromfietsen", terwijl de Sperber met zijn 4,6 pk motor, grotere tank én langer zadel meer als "lichte motorfiets" (Kleinkraftrad) verkocht werd. Hij haalde dan ook 75 km per uur. Daardoor was er een rijbewijs nodig om hem te mogen besturen. De Sperber had vier versnellingen en een rijwindgekoeld motorblokje. Het frame was grotendeels overgenomen van de "Star" maar verstevigd door een extra framebuis onder de tank. Om het rijcomfort te vergroten kreeg hij hydraulische schokdempers en om het onderscheid met de rode "Star" en "Spatz" bromfietsen te maken werd hij uitsluitend in "Olympiablau" geleverd. In 1972 werd de productie weer beëindigd, toen er ca. 80.000 stuks verkocht waren. Dat kwam doordat er binnen de DDR weinig vraag was en omdat de export vrijwel niet op gang kwam. Bovendien was er al een opvolger gekomen: de SR4-4 Habicht.

## Jaren zeventig
De vogelserie liep nog voor een deel door in de jaren zeventig, maar er verschenen ook al enkele nieuwe modellen die moderner oogden. 

### SR4-4 Habicht
De "Habicht" (havik) werd in 1971 de opvolger van de "Sperber" en werd dus ook als Kleinkraftrad (lichte motorfiets) verkocht. Het werd het laatste model uit de "vogelserie". Omdat nog steeds volgens het "Baukastensystem" werd geproduceerd, waren veel onderdelen van andere modellen uit de vogelserie afkomstig, en met name van de Sperber, omdat die al was gebouwd voor de hogere snelheid van 75 km per uur. Een logische ontwikkeling was de vervanging van de rijwindgekoelde motor door de M54/11KFL motor met geforceerde luchtkoeling. Vreemd genoeg werd de topsnelheid van de Habicht opgegeven als 60 km per uur, maar meestal liep de machine aanmerkelijk harder. De Havik was behalve aan de geforceerde luchtkoeling te herkennen aan zijn olijfgroene kleur. Hij was iets goedkoper dan de Sperber: 1.430 Oost-Duitse mark. Toen de Habicht in 1975 uit productie ging waren er 77.000 gebouwd. Hij werd opgevolgd door de aanmerkelijk vlotter en sportiever getekende S50. 

## Terugkeer van de "vogelserie"
Vanaf 1996 ging men weer de “oude” vogelnamen gebruiken, refererend aan de geschiedenis van Simson. Alle nieuwe vogelmodellen kwamen uit de S53-serie. De toevoeging "Beach Racer" werd gebruikt voor de Enduromodellen met een hoog voorspatbord. 
In 1996 werden de eerste “hernoemd”:
- De S53 Alpha C werd Habicht 50 S
- De S53 Beta werd Sperber 50 Basic
- De S53B werd Habicht 50
- De S53CX werd Habicht 50 CX
- De S53 Alpha M werd Habicht 25
- De S83 Alpha werd Habicht 80

In 1998 volgden nog twee modellen:
- De S53E werd Sperber 50
- De S53OR werd Sperber 50 Beach Racer
- De S83OR werd Sperber 80 Beach Racer

## Technische gegevens Simson SR4-serie
| Simson               | SR4-1P               | SR4-1K               | SR4-1SK              | SR4-2                | SR4-2/1              | SR4-3                | SR4-4                |
| -------------------- | -------------------- | -------------------- | -------------------- | -------------------- | -------------------- | -------------------- | -------------------- |
| Naam                 | Spatz (mus)          | Spatz (mus)          | Spatz (mus)          | Star (Spreeuw)       | Star (Spreeuw)       | Sperber (Sperwer)    | Habicht (Havik)      |
| Periode              | 1964-1967            | 1964-1966            | 1967-1970            | 1964-1968            | 1968-1975            | 1966-1972            | 1971-1975            |
| Productieaantal      | 30.000               | 122.000              | 122.000              | 505.800              | 505.800              | 80.000               | 77.200               |
| Motor                | Sö4-1P               | Sö4-1K               | M52KH                | M53KF                | M53/1KF              | M54KF                | M54/11KFL            |
| Motor type           | eencilinder tweetakt | eencilinder tweetakt | eencilinder tweetakt | eencilinder tweetakt | eencilinder tweetakt | eencilinder tweetakt | eencilinder tweetakt |
| Koeling              | rijwind              | rijwind              | rijwind              | geforceerd           | geforceerd           | rijwind              | geforceerd           |
| boring in mm         | 38                   | 38                   | 40                   | 40                   | 40                   | 40                   | 40                   |
| slag in mm           | 42                   | 42                   | 39,5                 | 39,5                 | 39,5                 | 39,5                 | 39,5                 |
| Cilinderinhoud in cc | 47,6                 | 47,6                 | 49,6                 | 49,6                 | 49,6                 | 49,6                 | 49,6                 |
| Compressieverhouding | 7,5:1                | 7,5:1                | 8,5:1                | 9,5:1                | 9,5:1                | 9,5:1                | 9,5:1                |
| Max. Vermogen in pk  | 2 bij 5.200 tpm      | 2 bij 5.200 tpm      | 2,3 bij 5.250 tpm    | 3,4 bij 6.500 tpm    | 3,4 bij 5.750 tpm    | 4,6 bij 6.750 tpm    | 3,4 bij 5.750 tpm    |
| Topsnelheid in km/h  | 50                   | 50                   | 50                   | 60                   | 60                   | 75                   | 60                   |
| Versnellingen        | 2 handgeschakeld     | 2 handgeschakeld     | 2 handgeschakeld     | 3 voetgeschakeld     | 3 voetgeschakeld     | 4 voetgeschakeld     | 4 voetgeschakeld     |
| Gewicht in kg        | 65                   | 68                   | 68                   | 73,5                 | 73,5                 | 80                   | 79                   |